# ノーレアの思想
『ノーレアの思想』（ノーレアのしそう、Thought of Norea）は、グノーシス主義セツ派の短い文書。現存する写本はナグ・ハマディで発見された。『ノーレアの思想』は、外典福音書に属すると見なされることがある。2世紀に書かれたと推定されている。 

## 概要
4つの段落からなるこの文書は、グノーシス主義宇宙論における流出の一つで、アダムの朔望、また恩寵から転落した後のソフィアであるノーレアへの頌歌である。ノーレアはグノーシス主義の中でいくつかの役割を持っている。彼女はイヴの娘、セトの妻及び妹であったり、ノアやセムの妻であったりする。『ノーレアの思想』では、彼女はソフィアと通じている。また、救済に必要な神の知識を習得するための魂の旅について語っている。 
この文書は、聖書のセトがイエスに生まれ変わったとみなし、彼を英雄視するグノーシス主義セツ派に由来すると考えられている。 